# مايك دوبري
مايك دوبري (بالإنجليزية: Mike Dupree)‏ هو لاعب كرة قاعدة أمريكي، ولد في 29 مايو 1953 في كانساس سيتي في الولايات المتحدة.

## وصلات خارجية
- مايك دوبري على موقع دوري كرة القاعدة الرئيسي (الإنجليزية)
- مايك دوبري على موقع الدوري الياباني لكرة القاعدة (الإنجليزية)
- مايك دوبري على موقعبيزبول رفرنس.كوم (الدوري الرئيسي) (الإنجليزية)
- مايك دوبري على موقعبيزبول رفرنس.كوم (الدوري الثانوي) (الإنجليزية)
- مايك دوبري على موقع إي إس بي إن.كوم (أم.أل.بي) (الإنجليزية)
- مايك دوبري على موقع مشجعي الرسوم البيانية (الإنجليزية)